# ニード・フォー・スピード ノーリミット
『ニード・フォー・スピード ノーリミット』（Need For Speed No Limits、略称：NFSNL）は、エレクトロニック・アーツが開発し、スマートフォンおよびタブレット端末向けに提供しているレースゲーム。
アプリケーションのダウンロードは無料で、アイテム課金制を取っている。

## 概要
同社のレースゲームである「Real Racing 3」の開発者Firemonkeys Studiosによるモバイル専用『ニード・フォー・スピード』シリーズ第1弾。
1回のレース時間は約1分程度と短いカジュアルゲームでもある。

## システム

### 操作
ステアリング
ステアリングの操作方法は、タッチ（画面の左右を押しっぱなしにする）・傾け（デバイスのモーションセンサーを使用）・バーチャルステアリング（画面をスワイプ）の3種類から選択可能。また、車はコースに沿ってある程度自動的に曲がる補助がかかる。
アクセルペダル
レースの始まりがスタンディングスタートの場合、これを押したり離したりしてエンジン回転数を調整する。
タコメーターのオレンジ色のゾーンでスタート出来れば「ナイススタート」、緑色のゾーンでスタート出来れば「パーフェクトスタート」となり、スタートダッシュが有利になる。回転数が足りなかった場合は「アンダーレブ」、多すぎる場合は「オーバーレブ」となる。
ローリングスタート時は出現しない。
ナイトロ
画面を下から上にスワイプするとナイトロゲージを全て消費し急加速が可能。
ナイトロゲージは時間経過で自然回復するが、ドリフト・ジャンプ・敵のスリップストリームに入ることによって更に回復量が大幅アップする。これらの技によって、ナイトロの消費量を抑えることも可能。
ドリフト
画面を上から下にスワイプするとブレーキランプが点灯しドリフト待ち受け状態になる。点灯中にステアリングを操作し車体にある程度ドリフトアングルを付けるとドリフト走行状態になり、グリップ走行時よりも速くコーナリングが可能。

### プレイヤーレベル
- プレイヤーレベルを上げるにはレースに勝利（アンダーグラウンド、マシンシリーズ、キャンペーン）したり、デイリー任務をこなして「REP」と呼ばれる経験値を稼ぐ必要がある。
- プレイヤーレベルが1つ上がる度、15ゴールドと燃料全回復の報酬が得られる。100レベル以降はガレージ容量が大きくなる。
- 最大レベルは100までだったが、アップデートにて上限が500に引き上げられた。

### 燃料・チケット
- このゲームではスタミナ制を採用しており、レースに参加する際、アンダーグラウンド（現名称・キャンペーン）とマシンシリーズでは「燃料」を、チューナートライアルでは「トークン」を、スペシャルイベントでは「イベントチケット」を消費する。
- 燃料・チケットは一定時間ごとに回復するほか、ゴールドを支払って強制的に全回復させることも可能（初回は無料）。

### 通貨
このゲームには以下の通貨が用意されている。
キャッシュ
パーツの取り付け時やブラックマーケットの一部商品の購入、クラシックコンテナを開ける際に必要となる。レース報酬で勝敗関わらず得られる。また、イベント専用のキャッシュも存在する（こちらはイベント専用のパーツの購入や取り付けに必要）がイベント終了時にイベント専用車の設計図も含めて通常のキャッシュに変換される。
ゴールド
プレミアムコンテナを開ける時やスタミナ回復、ブラックマーケットの一部商品の購入、スペシャルイベントの強制スキップ等で必要となる仮想通貨。
基本的にはストアで実際にお金を払って購入（個別課金）するが、プレイヤーレベルアップ報酬やデイリー任務報酬、一部のマシンシリーズ報酬、一部のイベント報酬、広告動画閲覧（1回30秒で1ゴールド、一日5回迄）等で僅かではあるが課金しなくても入手することは可能（上位のみではあるがトーナメント報酬としても入手可能。現在はトーナメントが終了したため入手不可）。
ビジュアルポイント
モッドショップでマシンドレスアップを行う際に必要となる。バージョン2.0.6のアップデートに伴い廃止、残ったビジュアルポイントはキャッシュなどに変換された。
トーナメントクレジット
トーナメントマーケットで商品を購入する際に必要となる。トーナメントの終了に伴い廃止、トーナメントマーケットの廃止に伴い残ったトーナメントクレジットはキャッシュに変換された。
チューニング・ツール
マシンチューニング解放にて使用可能となる。

### キャッシュの支給ルール
レース完了後のドロップアイテムも存在するが、基本的には以下のルールでキャッシュ支給が行われる（ただし、大破した場合はキャッシュ支給はされない）。
ドリフト
ドリフトした距離に応じて支給。
スリップストリーム
120km/h以上で敵車のスリップストリームに入っていた時間に応じて支給。
ナイトロチャージゾーン
ナイトロラッシュでチャージゾーンを走行していた時間に応じて支給。
滞空時間
ジャンプ台や段差で四輪が浮遊した時間に応じて支給。
対向車線
対向車線を走行していた距離に応じて支給。
バリケード回避
ブロッケードで警察のバリケードを接触せずに通過すると1箇所につき100 - 200キャッシュ支給。
ニアミス
アザーカーをギリギリで回避すると、1台につき100キャッシュ支給。パトカー・敵車は対象外。
テイクダウン
敵車・パトカーをテイクダウンすると、1台につき250キャッシュ支給。
バレル回避
バレルを接触せずに通過すると支給。一部イベントのみ。
障害物回避
障害物を接触せずに通過すると支給。一部イベントのみ。
ESF回避
警察側が発射する車用のスタンガン。ヒットすると車両がかなり減速しナイトロが数秒間使用できなくなる。回避することで支給。

#### ゴールドのレート
ゴールドはボリュームディスカウントを採用しており、一度に多い単位のものを購入したほうが1ゴールドあたりのレートが下がり、最小単位をバラ買いするよりもおトクになる。
| 購入ゴールド数量                                                                                 | 価格 （通常時。稀にセールあり。） | 1ゴールドあたりのレート （小数点第3位を四捨五入）           | 付与VIPポイント （詳細は後述） |
| デイリーゴールドデリバリー契約 （14、30、90日間、毎日のログインボーナスに 55、60ゴールドが追加） | 610円、1220円、3680円             | 約0.79円、約0.73円、約0.68円 （14/30/90日間皆勤達成の場合） | 300、600、1800                 |
| 50                                                                                               | 250円                             | 5円                                                         | 50                             |
| 140                                                                                              | 610円                             | 約4.36円                                                    | 140                            |
| 290                                                                                              | 1220円                            | 約4.21円                                                    | 400                            |
| 600                                                                                              | 2440円                            | 約4.07円                                                    | 950                            |
| 1630                                                                                             | 6100円                            | 約3.74円                                                    | 3000                           |
| 3750                                                                                             | 12000円                           | 3.2円                                                       | 7500                           |

### VIP特典
- ストアでゴールドや車両の購入を行うとVIPポイントが還元される。
- そのポイントに応じボーナスゴールドの追加や燃料増加等の恩恵を受けられる。
- VIPレベル1 - 3は有効期限が存在し、期限内に次のレベルに進めなければ最初からやり直しとなる。
- レベル4以上に達すればそれ以降降格は発生しない。

| VIPレベル | 総獲得VIPポイント | 特典 | 有効期限 |
| 1         |                   | ・ゴールド購入 +5％おまけ追加 ・最大所持燃料 11ポイント迄拡張 | 10日間   |
| 2         |                   | ・ゴールド購入 +10％おまけ追加 ・最大所持トーナメントチケット 6枚迄拡張 ・最大所持燃料 12ポイント迄拡張 オールアクセスパス購入可 一日1回 | 20日間   |
| 3         |                   | ・ゴールド購入 +12％おまけ追加 ・最大所持燃料 13ポイント迄拡張 ・イベントリプレイ 1回リストア可能 ・最大所持トーナメントチケット 6枚迄拡張 ・オールアクセスパス購入可 一日1回 | 30日間   |
| 4         | 3100              | ・ゴールド購入 +15％おまけ追加 ・最大所持燃料 14ポイント迄拡張 ・最大所持スペシャルイベントチケット 6枚迄拡張 ・最大所持トーナメントチケット 6枚迄拡張 ・オールアクセスパス購入可 一日1回 ・イベントリプレイ 1回リストア可能                                                                                  | 無期限   |
| 5         | 7500              | ・ゴールド購入 +18％おまけ追加 ・最大所持燃料 15ポイント迄拡張 ・最大所持トーナメントチケット 7枚迄拡張 ・オールアクセスパス 14日おきに無料支給 ・最大所持スペシャルイベントチケット 6枚迄拡張 ・チューナートライアルトークン 1回回復可 ・イベントリプレイ 2回リストア可能 ・オールアクセスパス購入可 一日1回 | 無期限   |
| 6         | 15000             | ・ゴールド購入 +20％おまけ追加 ・最大所持燃料 16ポイント迄拡張 ・最大所持トーナメントチケット 7枚迄拡張 ・チューナートライアルトークン 2回回復可 ・最大所持スペシャルイベントチケット 6枚迄拡張 ・オールアクセスパス 13日おきに無料支給 ・イベントリプレイ 2回リストア可能 ・オールアクセスパス購入可 一日1回 | 無期限   |
| 7         | 30000             | ・ゴールド購入 +25％おまけ追加 ・最大所持燃料 17ポイント迄拡張 ・イベントリプレイ 3回リストア可能 ・チューナートライアルトークン 3回回復可 ・最大所持トーナメントチケット 7枚迄拡張 ・オールアクセスパス 13日おきに無料支給 ・最大所持スペシャルイベントチケット 6枚迄拡張 ・オールアクセスパス購入可 一日1回 | 無期限   |
| 8         | 55000             | ・ゴールド購入 +30％おまけ追加 ・最大所持燃料 18ポイント迄拡張 ・最大所持トーナメントチケット 8枚迄拡張 ・最大所持スペシャルイベントチケット 7枚迄拡張 ・イベントリプレイ 3回リストア可能 ・オールアクセスパス 12日おきに無料支給 ・チューナートライアルトークン 4回回復可 ・オールアクセスパス購入可 一日2回 | 無期限   |
| 9         | 85000             | ・ゴールド購入 +35％おまけ追加 ・最大所持燃料 20ポイント迄拡張 ・最大所持スペシャルイベントチケット 8枚迄拡張 ・イベントリプレイ 4回リストア可能 ・最大所持トーナメントチケット 9枚迄拡張 ・オールアクセスパス 10日おきに無料支給 ・チューナートライアルトークン 5回回復可 ・オールアクセスパス購入可 一日2回 | 無期限   |
| 10        | 150000            | ・ゴールド購入 +40％おまけ追加 ・最大所持燃料 20ポイント迄拡張 ・最大所持トーナメントチケット 10枚迄拡張 ・最大所持スペシャルイベントチケット 9枚迄拡張 ・イベントリプレイ 5回リストア可能 ・オールアクセスパス 7日おきに無料支給 ・チューナートライアルトークン 6回回復可 ・オールアクセスパス購入可 一日3回 | 無期限   |

### レースルール
ラッシュアワー
最大4台でのレース。場所によりアザーカーは多め。
タイムトライアル
単独走行し、制限時間内にゴールに辿り着く。アザーカーは皆無 or 少なめ。
ハンター
プレイヤーはターゲットよりも後方からスタート。ターゲットをオーバーテイクし先にゴールに辿り着く。
デリバリー
指定の車両を制限時間内にゴールまで運転し届ける。アザーカー・壁へ接触すると持ち時間が減るので要注意。
ナイトロラッシュ
タイムトライアルにナイトロチャージゾーンが追加されたもの。
青白いオーラを纏った車線がナイトロチャージゾーン。ここを通るとナイトロが強制的に大幅チャージされる。使用不可残量から回復した時はタイムラグがあり、すぐには発動出来ない
エアボーン
ラッシュアワーのコース上にジャンプ台を沢山設置したもの。
ブロッケード
ラッシュアワーに警察のバリケードが追加されたもの。脇道からパトカーが急に飛び出してレースを妨害してくる。
ゲッタウェイ
指定の車両を制限時間にゴールまで運転し逃亡する。パトカーに接触すると持ち時間が減るので要注意。
チャレンジ
「テストコース」、または、一部キャンペーンに組み込まれているレース。内容としては「ドリフト」、「滞空時間」、「ナイトロゾーン」、「ニアミス」の4つを設定された数値に到達する+「1位」「制限時間内にゴール」することでクリアとなる。また、この4つのうちの2つや3つを組み合わせた「ミックス」「メガミックス」がある
ロックダウン
「Breakout」、または、一部キャンペーンで組み込まれている警察とのガチバトルイベント。内容としては「パトカーテイクダウン」「ESF回避」「バリケード回避」の3つを設定された数値に到達する+「1位」「制限時間内に逃げ切る」ことでクリアとなる。また、このイベントにはヒートレベルがあり、ここでのヒートレベルは目標の量として設定されている。最大で4まであり、
2つならば「1位or逃げ切り」+「テイクダウン/バリケード/ESFのうちの一つ」
3つならば「1位or逃げ切り」+ 「テイクダウン/バリケード/ESFのうちの2つ」
4つならば「1位or逃げ切り」+「全て」となる。例えるなら「テストコースの警察ver」と考えれば良い

### ダメージ
- 壁やアザーカーへ接触するとダメージが蓄積していく。一定量のダメージが蓄積してしまうと「大破」となり強制的にリタイアとなる。
- プレイヤーだけでなく敵車両も対象となっており、アザーカーや壁等に接触させる等してダメージを与えればテイクダウンすることも可能。

## レースモード・施設等

### アンダーグラウンド / キャンペーン
- このゲームのストーリーモードとも言うべき存在のモード。全チャプター19。
- 各チャプターごとに10レースが用意されている。新しいチャプターを出現させるためにはREPを稼いでプレイヤーレベルを上げる必要がある。
- バージョン1.5.4のアップデートより名称がキャンペーンに変更され、バージョン4.1.2のアップデートでリニューアルされた。
- バージョン4.3.4のアップデートよりチャプター20以降が追加された。

### 登場人物
過去のニード・フォー・スピードシリーズに登場した人物もゲスト出演している。

#### アンダーグラウンド / キャンペーン
キム
主人公をサポートするヒロイン。搭乗車種はGolf GTI。また、一部の期間限定イベントではPorsche 918 Spyder。

タイラー
主人公を支えるメカニック。搭乗車種はCorvette Z06(C7)。

オフィサー・リベラ
ブラックリッジ市警の巡査警。ストーリーの終盤に登場する。
本名はアシュリー。

ダリウス
主人公のメインライバル。搭乗車種はM3 E36、終盤ではHuayra。

Joy Riders（ジョイライダーズ）
ストリートクラスの車で構成されたクルー。クルーカラーはオレンジ/緑。

ドウェイン
リーダー。男性。搭乗車種はSubaru Impreza WRXで、一部の期間限定イベントではMcLaren F1 LM。期間限定イベント「FASTLANE」の主催者でもある。

スレイヤー
搭乗車種はSubaru BRZなど。男性。バージョン4.1.2以降はGATEKEEPERSとして対戦することになる。

エリオット
搭乗車種はFord Fiesta ST(バージョン4.1.2以降)。以前はSubaru BRZ。男性。

ロビン
搭乗車種はVolkswagen Golf GTIで、一部の期間限定イベントではJaguar XE SV Project8。女性。

クリス
搭乗車種はFord Fiesta STで、一部の期間限定イベントではFord GT(2006)。男性。

Renegades（レネゲーズ）
マッスルクラスの車で構成されたクルー。クルーカラーは赤/青。

ジャクソン
リーダー。「ジャクスン」と表記されることもある。搭乗車種はFord Mustang GTで、一部の期間限定イベントではPorche 918 Spyder。男性。チョップショップの経営者であるケリーの弟でもある。

エディ
搭乗車種はDodge Challenger SRT8で、一部の期間限定イベントではLamborghini Huracan。男性。

ダイスケ
搭乗車種はDodge Challenger SRT8。男性。バージョン4.1.2以降はGATEKEEPERSとしてBMW M3 E36に乗って対戦する。

メリー
搭乗車種はFord Falcon XB Coupe(バージョン4.1.2以降)。以前はFord Mustang GT。女性。「メアリー」と表記されることもある。

イザベラ
搭乗車種はFord Mustang GTで、一部の期間限定イベントではBMW M4やFord Shelby GT500(2020)。ジャクソンからは「イジー」と呼ばれることが多い。「ブレークアウト」イベントではPOWERHAUSのクライスと手を組むことがある。

シャドウ
搭乗車種はDodge Challenger SRT8。男性。

レジー
搭乗車種はFord Mustang GTで、一部の期間限定イベントではMercedes-AMG C63 CoupeやFord Shelby GT500(2020)。男性。「Utter Madness」では事件の発端となり、その後もまれにタイラーにイジられる。

Flaming Skulls（フレイミング・スカルズ）
クラシックスポーツの車で構成されたクルー。クルーカラーは青/銀。

アイビー
リーダー。搭乗車種はNissan Skyline GT-R BNR32で、一部の期間限定イベントではLotus Exige Cup 380やFord Falcon XB Coupe。
女性だが、女性であることを強調されるような呼び方（タイラーからの「ハニー」呼び、エドモンド・ルグランからの「お嬢さん」呼びなど）をされるのをひどく嫌う。また、期間限定イベント「SK1LLMASTE3RS」の主催者でもあり、同イベントシリーズにおいては報酬の車について熱く語る面が見られるなどかなりの車好きであることが窺える。

ラミレス
搭乗車種はMazda RX-7 FD3S(バージョン4.1.2以降)。以前はBMW M3 E36。男性。一部の期間限定イベントではFord GT(2017)に乗っていて、「ハイ・ステークス・インビテーショナル」では「照明、カメラ、アクション！」での映画「ファイナル・ドライブ」に憧れて買ったとも捉えられるような台詞を残している。

スーキー
搭乗車種はToyota Supra(バージョン4.1.2以降)。以前はMazda RX-7 FD3S。女性。「スピードハンター」イベントのトーナメントにてゲイリーと会ってから彼のことを気に入っている様子である。

ジャック
搭乗車種はBMW M3 E36で、一部の期間限定イベントではLamborghini Murciélago SV。男性。

トム
搭乗車種はMazda RX-7 FD3S。男性。

ディロン
搭乗車種はPorche 911 Carrera(993)で、一部の期間限定イベントではLotus Exige Cup 380。男性。キムとは比較的仲が良い様子であり、接触する機会も多い。

ヒューゴ
搭乗車種はPorche 911 Carrera(993)で、一部の期間限定イベントではBMW M5。男性。

Powerhaus（パワーハウス）

スポーツの車で構成されたクルー。クルーカラーは黄/紫。

ブレーク
リーダー。搭乗車種はNissan GT-R R35で、一部の期間限定イベントではPagani Huayra BC、Mercedes-AMG C63 Coupe、Porche 911 GT3 RS(991)と多くの車を乗り継いでいる。男性。
「Breakout」の主要人物でもある。見るからに腕っぷしの強そうな体をしており、その見た目だけで恐れられることもある一方でマイケル・スピードウェイからは役者としての才能を見出されることも。基本的に無口であり、二言ほど立て続けに自発的に喋るだけで「相当怒っている」と言われる。

クライス
搭乗車種はPorche 911 Carrera(991)で、一部の期間限定イベントではSRT Viper GTS。女性。
バージョン4.1.2以降はFord Mustang Boss 302に乗ってGATEKEEPERSとして対戦することになり、その後も多くのイベントにおいてMustangに乗る機会が増えている。「ブレークアウト」ではRENEGADESのイザベラと手を組むことがある。

ハイディ
搭乗車種はPorche 911 Carrera(991)(バージョン4.1.2以降)。以前はBMW M4。また、一部の期間限定イベントではHonda NSX(2017)。女性。

フランク
搭乗車種はMercedes-AMG GTで、一部の期間限定イベントではJaguar XJ220。男性。

ジョシュ
搭乗車種はBMW M4で、一部の期間限定イベントではHonda NSX(2017)。男性。

スワンプ・ラット
搭乗車種はPorche 911 Carrera(991)で、一部の期間限定イベントではFord GT(2017)。男性。

スレイド
搭乗車種はMercedes-AMG GTで、一部の期間限定イベントではPorche 911 GT2 RS(991)。男性。「タイダル・ラン」ではサングラスを掛けてナイトドライビングという技を見せて、タイラーを引かせた。

ジーン・クロード
搭乗車種はToyota AE86 Sprinter Truenoなど。男性。なお、期間限定イベントのみの登場である。実力派のレーサーが集まったPOWERHAUSに所属しているが、作中随一のトラブルメーカーでもある。運転技術は極めて酷いもので、彼がライバルレーサーとして登場する時はマシンが極端に弱くなっている事が多い。

Blackridge Royals（ブラックリッジ・ロイヤルズ）
スーパー、ハイパーの車で構成されたクルー。クルーカラーは銀/金。

マーカス・キング
リーダー。搭乗車種はKoenigsegg CCX。男性。キャンペーンモードのラスボスとして登場するが、道中で何度か対峙することにもなる。自らの利益の為なら手段を選ばない冷酷な性格。

ソフィ
搭乗車種はSRT Viper GTS(バージョン4.1.2以降)。以前はFerrari 458 Italia。女性。

エッジ
搭乗車種はMcLaren 650S(バージョン4.1.2以降)。以前はFerrari 458 Italia。男性。一部の期間限定イベントでは勝つためには手段を選ばず、危険な人物として見なされることもある。

ベック
搭乗車種はSRT Viper GTS。男性。カン・デと共に行動する事が多い。

カン・デ
搭乗車種はSRT Viper GTS。男性。ベックと共に行動する事が多い。

シェーン
搭乗車種はMcLaren 650Sで、一部の期間限定イベントではLamborghini Diablo SV。男性。

ツヨシ
搭乗車種はMcLaren 650S。男性。

アヤックス
搭乗車種はLamborghini Aventador。男性。

ジョエル
搭乗車種はLamborghini Aventador。男性。自らのことを「ジョエル様」と呼び、「スピリットフェスティバル」ではタイラーに「アホ」呼ばわりされてしまう。
BLOODFANGS（ブラッドファングス）
Royals撃破後現れたクルー。

#### 期間限定イベントのみ
スヌープ・ドッグ
期間限定イベントの「スヌープドッグ」にて、実名・似顔絵入りで登場した。
レイザー
ニード・フォー・スピード モスト・ウォンテッドからゲスト出演。期間限定イベントの「Return of Razor レイザーの帰還」で登場した。
このイベントで彼が搭乗していたBMW・M3（E46）のカラーを完全再現・トリビュートしたBMW・M4（F82）が実装された。同じく序盤に搭乗していたMustang GT（2005年モデル）のカラーを完全再現・トリビュートしたMustang GT（2016年モデル）も実装。
なお過去の話で「アーバンレジェンド」にも登場している。
ボブ・ナターレ
期間限定イベント「ランボルギーニ・アカデミア」で登場。プロドライバー集団の「リトル・ヘルパー」のリーダー。
イベント開催中は全てのレースが吹雪の中で行われた。
ケン・ブロック
期間限定イベントの「エクストリーム・レーシング・チャンピオンシップ」にて、実名・似顔絵入りで登場した。
トリッパ
期間限定イベントの「丙申猴年」で登場。「ファイアーモンキーレースクルー」のリーダー。
西を目指す旅の途中でブラックリッジにやってきた。オーラの走りを得意としている。
イベントレースではコース上に旧正月を祝う飾り付けが行われ、打ち上げ花火も上がった。
ディーノ・ダッレ・カルボナーレ
自動車ニュースサイト「スピードハンターズ」との期間限定コラボレーションイベント「アイ・アム・ザ・スピードハンター」並びに「ゼロ・トゥ・ヒーロー」にて、実名・似顔絵入りで登場した。
ケリー
アップデート後より登場。チョップショップを経営している。
期間限定イベントの「タイダルラン」ではレースを主催する。また、その他の多くのイベントにも登場している。
搭乗車種はSRT Viper GTS。
コーチ
期間限定イベントの「エクストリーム・レーシング・チャンピオンシップ」、「アンリーシュト」、「ブラックリッジ・ランブル」等にて登場。また、BLOODFANGS登場後のキャンペーンにも登場する。
「ノヴァト・ベイ」のドライバーで地元の走り屋のドラテクの指導を行っている。搭乗車種はLotus Exige Cup 380やToyota Supra。
「ブラックリッジ・ランブル」では、「ソードフィッシャークルー」というクルーを結成し、参戦したようだ。
リル・ウェイン
期間限定イベントの「リルウェイン」にて、実名・似顔絵入りで登場。
ジュン・イマイ
ミニカー「ホットウィール」の日系デザイナー。「ホットウィール」との期間限定コラボレーションイベントにて、実名・似顔絵入りで登場した。
ジーナ・ダンジェロ
期間限定イベントの「アンダーワールド」並びに「アンダーワールド:ダウンフォール」にて登場。
暗黒街の女ボスで金融業を仕切っている。搭乗車種はHennessy Venom GTやAston Martin One-77。
エース
期間限定イベントの「レベルズギャンビット」にて登場。
イベントの主催者でもある。
サム
期間限定イベントの「デビルズ・ラン:アルペンストーム」にて登場。
本名はサマンサ。デビルズランナーの一人で、搭乗車種はCCX。
また、キャンペーンに登場する、オフィサー・リベラの妹である。
マイケル・スピードウェイ
期間限定イベントの「用意...トラクション!」並びに「恐怖の用意...トラクション!」にて登場。また「ナイト、ドラマ、トラクション！」アップデートで再登場。「恐怖の用意…トラクション！」から約2年ほど経っている。
アクション映画の監督をしている。搭乗車種はFerrari 458 Italia。
ブライアン
期間限定イベントの「パースートレジェンズ」並びに「エクリプス」にて登場。
ニード・フォー・スピード ホット・パースートに登場する、シークレストカウンティを拠点としており、ファントムという正体不明のレーサーを追って、ブラックリッジにやってきた。
ファントムとは何らかの関係があるらしいが、ネタバレ防止の為、詳細は伏せておく。
ルーク
期間限定イベントの「ノーマンズランド」並びに「ブラックリッジ・ランブル」にて登場。
レッドクレストキャニオンを拠点とする「DUSTHOWLERS」のリーダーだが、あることがきっかけで逮捕され、クルーが解散してしまう。
「ブラックリッジ・ランブル」では優勝すると主催者と契約を結べるため、「ノーマンズランド」のイベント中に回収したVenom GTを主人公に与える。
チップ
期間限定イベント「エクストリーム・レーシング・チャンピオンシップ3」に登場。
XRCに出場するドライバーであり、プレイヤーに対して何度も挑戦を仕掛けてくるが、Bugatti Veyron Super Sportのイベントを最後にXRCのプロドライバーを引退する。
スティーヴ・アオキ
期間限定イベントにて、実名・似顔絵入りで登場しており、「ネオンフューチャー」ではメインキャラクターとして再登場した。
主催者
「デビルズラン」シリーズ、並びに「ブラックリッジ・ランブル」等に登場する謎多き大富豪。
シグリッド
期間限定イベント「アンダーカバー」にて登場。悪徳業者「ゼニス」のトップ。搭乗車種はHennessy Venom GT。
ジョー
期間限定イベント「エクリプス」にて登場。ニード・フォー・スピード　ヒートのプロローグの前日譚で、ブライアンの協力でスピードハンターイベントで戦う。
搭乗車種はMcLaren 650Sだが、イベントの途中で壊れてしまう。

### マシンシリーズ
- アンダーグラウンドとは違い、参加可能車種が制限されている。また、レースは一度クリアすると再プレイは不可能。

| レースシリーズ名               | 参加可能車種                                         |
| フィエスタ・フィエスタ         | Fiesta ※Ken Block仕様は不可。                        |
| ウーバーSUBARU                 | BRZ・Impreza                                         |
| 東京ストリート                 | 86・FD                                               |
| ジャーマン・プレシジョン       | GOLF・M3・993                                        |
| レーザー・ビーマー             | M3・M4（無印・Razor仕様）                            |
| スポーツクラシック             | FD・993・BNR32                                       |
| イーストVSウェスト             | Impreza・Challenger（無印・Snoop Dogg仕様）          |
| コール911                      | 993・991                                             |
| マッスル・ハッスル             | GT500・Challenger（無印・Snoop Dogg仕様）            |
| イチ、NISSAN                   | BNR32・R35                                           |
| スーパーSUPRA                  | Supra                                                |
| ホースパワー                   | Mustang（無印・Razor仕様）                           |
| フーニガン                     | Fiesta Ken Block仕様・Mustang Hoonicorn仕様          |
| アウトバーン・オーバードライブ | 991・M4（無印・Razor仕様）・AMG GT ※旧正月仕様は不可 |
| ブラウンVSブレイン             | M4（無印・Razor仕様）・Viper                         |
| ワイルドスタリオン             | GT500（無印・Snoop Dogg仕様）                        |
| MERCEDESスプリント             | SLK 55 AMG・AMG GT ※旧正月仕様は不可                 |
| ビバ・イタリア                 | F40・Huracan・Murcielago                             |
| ルナライド                     | F-TYPE・AMG GT 旧正月仕様 ※無印は不可                |
| スーパークーペ                 | R35・458Italia                                       |
| スネークバイト                 | Viper                                                |
| バトル・イタリア               | 458Italia・Aventador                                 |
| ヒプノティック・エキゾチック   | 650S・Huayra                                         |
| ハイパースペース               | Huayra・Aventador・CCX                               |
| キング怪獣                     | BNR34                                                |
| ストラトスフィア               | CCX                                                  |
| スピードデーモン               | Diablo                                               |
| レーシングストライプ           | GT (2006)                                            |
| クラシック・ビューティー       | Silvia・Lancer Evo VI                                |
| 180デグリー                    | 180SX                                                |
| ボスと将軍                     | Charger・Mustang Boss 302                            |
| CHEVYウェイトチャンピオン      | Camaro                                               |
| HACHI-ROKU                     | AE86                                                 |
| クーペ軍団                     | 370Z・M2                                             |
| スーパーソニックスポーツ       | C63・Corvette                                        |
| ダイカスト・ダイナモ           | Time Attaxi・Gazella GT                              |
| フュージョンフォース           | LaFerrari・P1・918 Spyder                            |
| トラックマシン                 | GT3                                                  |
| マッドマッスル                 | Model 18・Falcon XB                                  |
| ヘルライダー                   | Challenger SRT Demon・Charger Hellcat                |
| ゴールド・スタンダード         | GT（2017）・XE SV Project8                           |
| 軽量レジェンド                 | Exige cup 380・Zonda Cinque                          |
| ザ・マスターピース             | F1 LM                                                |
| タイタンズ                     | One:1・Venom GT                                      |
| エクストリームエボリューション | M5・MX-5（スピードハンター）                         |
| ANNIVERSARIO                   | Centenario・Veneno                                   |
| THUNDERSTORM                   | Regera・C-X75                                        |
| ブレークスルー                 | Huayra BC・Aventador SV                              |
| フォーリーフクローバー         | Giulia Quadrifoglio                                  |
| モダンクラシック               | NSX・Enzo                                            |
| ファスト&フェローシャス        | 720S・812 Superfast                                  |
| ブラックリスト                 | M3 GTR                                               |
| コースレコード                 | FXX-K Evo・Agera RS                                  |
| ユニオンジャック               | 600LT・XJ220                                         |
| ロードアンドトラック           | GT2 RS・P1 GTR                                       |
| バックストリート               | 240ZG・Civic Type R                                  |
| ネオン・ライト                 | 240ZG（ネオンフューチャー）                          |
| メディテラネオ                 | R.S.01・488 Pista                                    |
| ニード・フォー・ライトスピード | FXX-K Evo・Chiron                                    |
| レッドホライゾン               | BNR32・F355                                          |
| CROWN JEWELS                   | Vulcan・One-77                                       |
| クイックシルバー               | Carrera GT・Continental GT                           |
| ザ・ビースト                   | F132                                                 |
| スピードの契り                 | Lancer Evo X・S2000                                  |
| 隠れたヘビ                     | Venom F5                                             |
| ビッグステージ                 | Senna                                                |
| 古き良き時代                   | Daytona                                              |
| ダブルO                        | DB5                                                  |
| タイムワープ                   | DMC-12 (ザ・ハンドレッズ)                            |
| バトルフィールド               | Valkyrie                                             |
| オールドスクールクール         | Model 18                                             |
| ナイトウォーク                 | La Voiture Noire                                     |
| 空気力学                       | Speedtail                                            |
| ハイダイブ                     | Divo                                                 |
| 王の騎兵                       | Jesko Absolut・Jesko・Gemera                         |
| ヴァンガード                   | Huayra R・Utopia・Zonda Cinque                       |
| NFSオールスター                | BNR34・M3 GTR・V12 Vantage S・F1 LM                  |
| エリートシリーズBOLIDE         | Bolide                                               |
| エリートシリーズVALHALLA       | Valhalla                                             |
| RED TAILED BEAST               | S1 e-tron quattro                                    |

### チューナートライアル
- 日替りで特定の素材が入手可能なレース。参加するには燃料に加え、トークンが必要。トークンはレース勝利時にのみ消費する。
- レースはレアリティに沿って5段階に分かれている。レースルールは参加するごとにランダムに変更される。
- 「オールアクセスパス」というアイテムを使用すると、その日に限り全レースが開放され、所持トークンも全回復する。
- バージョン1.5.4のアップデートより通貨以外のレアリティに「BLACK EDITION」が追加され、6段階となった。マシンチューニングを解放すると火曜日の通貨がチューニング・ツールへと置き換わる。

#### 各曜日の入手可能素材
| 曜日   | 入手可能素材                                |
| 月曜日 | エンジン関連                                |
| 火曜日 | 通貨（及びチューニング・ツール）&ターボ関連 |
| 水曜日 | ホイール関連                                |
| 木曜日 | 通貨&ギアボックス関連                       |
| 金曜日 | ECU関連                                     |
| 土曜日 | ナイトロ関連                                |
| 日曜日 | 全て                                        |

#### 各レアリティの参加指定車種
| レアリティ    | 参加指定車種 |
| コモン        | Fiesta       |
| アンコモン    | M3           |
| レア          | Supra        |
| エピック      | 991          |
| レジェンド    | Viper        |
| BLACK EDITION | Huayra       |

### トーナメント
- 不定期に開催されるオンラインイベント。こちらも、参加可能車種が制限されている。
- プレイヤーは必ず最下位のクラス15からスタートし、クラス1になるのを目指す。レースに勝利するとポイントを得ることが出来、そのポイントが一定数に達するとランクが昇格するようになる。
- イベント終了時に結果に応じた報酬が与えられる。
- 2016年11月10日をもってこのオンラインイベントは終了された。

#### トーナメント最終結果ランク
トーナメント終了時には順位により以下のランクに分けられる。報酬は上位になるほど豪華になる。
| ランク名       | 最終順位                       |
| チャンピオン   | 1位                            |
| ボス           | 2 - 10位                       |
| エース         | 11 - 25位                      |
| エリート       | 26 - 50位                      |
| オーサム       | 51 - 100位                     |
| スーパー       | 101 - 250位                    |
| ベテラン       | 251 - 500位                    |
| チャレンジャー | 501 - 1000位                   |
| コンテンダー   | 1001 - 2500位                  |
| 走り屋         | 1501 - 2500位                  |
| モータリスト   | 2501 - 4000位                  |
| アプレンティス | 4001 - 6000位                  |
| ルーキー       | 6001 - 7500位                  |
| ノービス       | 7501 - 9000位                  |
| アマチュア     | 9001 - 10000位                 |
| 参加者         | 10001位以下かつ最低1レース完走 |

### ブラックリッジ・ライバル
- アップデートにて追加されたオンラインイベント。こちらは参加可能車種が制限されていない。
- レースに勝利するとスピードポイント（SP）というポイントを得ることが出来、敗北するとポイントを失う。相手のSPが高いと勝利するポイントを大幅に手に入れられるが、相手のSPが低いと敗北するとポイントを大幅に失う。そのポイントが一定数に達するとランクが昇格するようになる。
- レースを3回行うとスポンサーシップボーナスとしてキャッシュを入手、ランクの昇格ごとにボーナスが増加される。また目標のボーダーラインを越すことでコンテナ、限定ラップを入手することができる。
- シーズンイベント終了時に結果に応じた報酬が与えられる。
- 2018年9月10日をもってこのオンラインイベントは終了した。

| ランク名       | 昇格目標SP |
| カリスマ       | 4500SP     |
| チャンピオン   | 3600SP     |
| チャレンジャー | 2700SP     |
| コンテンダー   | 1800SP     |
| プロスペクト   | 900SP      |
| ニューカマー   | 0SP        |

### ガレージ
- プレイヤーの車のチューニング、パーツの売却などを行う場所。チューニングが可能な車種には、上向きの矢印が付く。
- 本作は車の購入ではなく、「設計図」を集めて車を作る必要がある。詳細は下記。
- 薄く水色が付いている車は、設計図が必要分集まっていない、未完成の車。
- 黒く、車の輪郭だけが分かる状態の車は、まだ1枚も設計図を入手していない状態の車。

### マシンショールーム
- 所持、未所持に限らず、設計図の入手場所、初期性能が見られる。ここの情報をもとに設計図を集めると良い。

### モッドショップ
- 車両の塗色変更やエアロパーツ類の交換、ホイールの交換を行える。パーツを入手するにはビジュアルポイントが必要。バージョン2.0.6のアップデートに伴いビジュアルポイントが廃止され、マシンのステージアップによりパーツが追加されるようになる。また塗料にラップが追加され、条件を満たせば入手できるようになる。
- 一度パーツを入手すれば、あとは何度でも無料で変更可能である。ホイールと塗料に関しては一度の購入で全車共通で使用可能。外観変更による性能の変化は無し。
- なお458イタリア等フェラーリ車や一部のイベント・ストア課金等で入手可能な特別車両に関してはモッドショップでのカスタマイズは不可能となる。
- バージョン5.1.21のアップデートに伴いスタンス（車高・キャンバー）の調整が可能となった。

### 荷揚げ場
俗にいう「ガチャ」に相当するもの。ランダムで設計図・パーツ・素材を入手することが可能。
アップグレードコンテナ
一日5個無料で回すことが可能。それ以降は1回5000キャッシュ or 5回20000キャッシュで回せる。
入手可能なアイテムは比較的低レアリティ。
プレミアムコンテナ
46時間に1回無料で回すことが可能な金色のコンテナ。1回100ゴールド or 5回500ゴールド（レア以上確定）で回せる。
プレミアムなだけに比較的高レアリティなアイテムが出やすい。
期間限定コンテナ
不定期に発売される銀色のコンテナ。車の設計図が手に入りやすい。

### レアリティ
- 全てのパーツ・素材・設計図にはレアリティが設定されている。
- 下に行くほど入手難易度は上がる。

| レアリティ    | 色       |
| コモン        | グレー   |
| アンコモン    | グリーン |
| レア          | ブルー   |
| エピック      | パープル |
| レジェンド    | イエロー |
| Black Edition | ブラック |

### ブラックマーケット
- ブラックマーケットの名が付くだけに価格は比較的高いが、荷揚げ場と違い確実にそのアイテムを入手可能な機会が多い。
- 8個のアイテムが並ぶ。12時間ごとにラインナップがランダムに置き換わる。ラインナップが気に入らない場合はゴールドを支払ってランダムに変更可能。入手可能な物はおおよそ決まっている。

バージョン2.6.4以降からは、24時間毎にラインナップが置き換わるようになった。また、限定マシンの設計図がゴールドを支払って購入可能になった。設計図以外のアイテム（素材など）は、レアリティ別に販売されるようになり、気に入らなければ5ゴールドを消費するか、30秒程度の広告を見てアイテムを更新できるようになった。
- なお、レジェンドパーツはVIPでなければ買えない。

### チョップショップ
- チョップショップとは所謂「解体屋」のこと。不要なパーツ・素材を廃棄するとスクラップポイントに替えられる。
- 欲しいパーツや設計図（通常車種の殆ど）はそれを支払って手に入れることが可能。
- もし既に☆MAXになっている車の設計図を荷揚げ場（ガチャ）で入手した場合は、自動的にスクラップポイントに替えられる。
- バージョン2.12.1からは一部のイベントマシンの設計図が追加された。

#### 設計図
| 車種                     | 必要ポイント （1枚あたり） |
| ------------------------ | -------------------------- |
| Fiesta                   | 10000                      |
| BRZ                      | 10310                      |
| 86                       | 10660                      |
| AE86                     | 10940                      |
| GOLF                     | 11040                      |
| M3                       | 17170                      |
| 370Z                     | 18270                      |
| Mustung Boss 302         | 18270                      |
| Charger R/T              | 18270                      |
| Impreza                  | 19400                      |
| FD                       | 18590                      |
| Silvia                   | 23780                      |
| 993                      | 24340                      |
| Mustang                  | 25500                      |
| CHALLENGER               | 28170                      |
| BNR32                    | 29690                      |
| 991                      | 43600                      |
| M4                       | 56430                      |
| SLK 55                   | 86020                      |
| AMG GT                   | 130090                     |
| R35                      | 140650                     |
| Viper                    | 152200                     |
| MX-5（スピードハンター） | 152610                     |
| Exige                    | 152610                     |
| XE SV                    | 152610                     |
| 458Italia                | 164840                     |
| M5                       | 183580                     |
| 650S                     | 198530                     |
| Aventador                | 233740                     |
| Zonda Cinque             | 234010                     |
| Huayra                   | 253870                     |
| CCX                      | 275900                     |

#### パーツ
| カテゴリ           | レアリティ       | 必要ポイント |
| ------------------ | ---------------- | ------------ |
| ストリート         | アンコモン（☆2） | 18880        |
| ストリート         | レア（☆3）       | 23530        |
| クラシックスポーツ | アンコモン（☆2） | 27210        |
| クラシックスポーツ | レア（☆3）       | 29940        |
| クラシックスポーツ | エピック（☆4）   | 33520        |
| マッスル           | アンコモン（☆2） | 50410        |
| マッスル           | レア（☆3）       | 73300        |
| マッスル           | エピック（☆4）   | 103280       |
| スポーツ           | レア（☆3）       | 85070        |
| スポーツ           | エピック（☆4）   | 122080       |
| スポーツ           | レジェンド（☆5） | 170560       |
| スーパー           | レア（☆3）       | 136320       |
| スーパー           | エピック（☆4）   | 183790       |
| スーパー           | レジェンド（☆5） | 245970       |
| ハイパー           | レア（☆3）       | 340170       |
| ハイパー           | エピック（☆4）   | 372450       |
| ハイパー           | レジェンド（☆5） | 414750       |

## 設計図
- 荷揚げ場やレース報酬で「設計図」を入手することが可能。入手した設計図が一定数になると無料で新たな車両を建造することが可能となる。
- 既に所持している車両も一定数の設計図を入手することでステージアップが可能となり、基礎性能が大幅にアップするほか高グレードのパーツの取り付けも可能になる。

## チューンナップ
- 車のパーツは以下の6カテゴリに分かれている。
  - エンジン
  - ターボ
  - ギアボックス
  - タイヤ
  - ECU
  - ナイトロ
- そこに指定された素材を組み込むことで性能を強化する。全ての素材を組み込むと、リビルドが可能になり、パーツステージが1つアップする。
- パーツは装着可能な車のカテゴリがあり、それぞれの車両カテゴリに一致したものしか取り付けることは不可能。
- また、現在の車両ステージ≧取り付けるパーツステージでなければパーツを取り付けることは不可能。

### マシンチューニング
- スポーツクラス以上（☆8まで）のマシンを最高ステージアップまで到達し、チューンナップを最高までアップするとメカニックレベルが解禁される。

## 登場車種

### 通常車両
◯→エアロ・ホイール・塗料等、全部カスタム可能
△→塗料のみ変更可能、それ以外はカスタム不可
×→塗料含め全項目カスタム不可
| メーカー    | 車名               | カテゴリ           | 最高ステージアップ | モッドショップでの ドレスアップ可否 |
| Ford        | Fiesta             | ストリート         | ☆5                 | ○                                   |
| SUBARU      | BRZ                | ストリート         | ☆5                 | ○                                   |
| TOYOTA      | 86                 | ストリート         | ☆5                 | ○                                   |
| Volkswagen  | GOLF               | ストリート         | ☆5                 | ○                                   |
| BMW         | M3                 | クラシックスポーツ | ☆6                 | ○                                   |
| Mazda       | RX-7 FD            | クラシックスポーツ | ☆6                 | ○                                   |
| SUBARU      | Impreza            | ストリート         | ☆5                 | ○                                   |
| PORSCHE     | 911 (993)          | クラシックスポーツ | ☆6                 | ○                                   |
| TOYOTA      | Supra              | クラシックスポーツ | ☆6                 | ○                                   |
| DODGE       | Challenger         | マッスル           | ☆6                 | ○                                   |
| NISSAN      | SKYLINE GT-R BNR32 | クラシックスポーツ | ☆6                 | ○                                   |
| Ford        | Mustang            | マッスル           | ☆6                 | ○                                   |
| PORSCHE     | 911 (991)          | スポーツ           | ☆8                 | ○                                   |
| BMW         | M4                 | スポーツ           | ☆8                 | ○                                   |
| Mercedes    | AMG GT             | スポーツ           | ☆8                 | ○                                   |
| NISSAN      | GT-R R35           | スポーツ           | ☆8                 | ○                                   |
| SRT         | Viper SRT GT-S     | スーパー           | ☆8                 | ○                                   |
| Ferrari     | 458Italia          | スーパー           | ☆8                 | ×                                   |
| McLaren     | 650S               | スーパー           | ☆8                 | ○                                   |
| Lamborghini | Aventador          | ハイパー           | ☆8                 | ○                                   |
| Pagani      | Huayra             | ハイパー           | ☆8                 | ○                                   |
| Koenigsegg  | CCX                | ハイパー           | ☆8                 | ○                                   |

### 特別車両
◯→エアロ・ホイール・塗料等、全部カスタム可能
△→ホイール・塗料のみ変更可能、それ以外はカスタム不可
×→塗料含め全項目カスタム不可(一部のフェラーリ車のみ塗料の変更が可能)
| メーカー               | 車名                                    | カテゴリ           | 最高ステージアップ | モッドショップでの ドレスアップ可否 |
| TOYOTA                 | AE86 Trueno                             | ストリート         | ☆5                 | ○                                   |
| NISSAN                 | 370Z                                    | ストリート         | ☆5                 | ○                                   |
| NISSAN                 | Fairlady 240ZG                          | ストリート         | ☆5                 | ○                                   |
| NISSAN                 | SKYLINE GT-R BNR34                      | クラシックスポーツ | ☆6                 | ○                                   |
| NISSAN                 | 180SX Type X                            | クラシックスポーツ | ☆6                 | ○                                   |
| NISSAN                 | Silvia spec R                           | クラシックスポーツ | ☆6                 | ○                                   |
| NISSAN                 | Skyline 2000 GT-R                       | クラシックスポーツ | ☆6                 | ○                                   |
| NISSAN                 | Fairlady 240ZG（ネオンフューチャー）    | スポーツ           | ☆8                 | ×                                   |
| NISSAN                 | Z Performance                           | スポーツ           | ☆8                 | △                                   |
| NISSAN                 | R390 GT1                                | スーパー           | ☆8                 | △                                   |
| INFINITI               | Q60 Red Sport 400                       | スポーツ           | ☆8                 | △                                   |
| MITSUBISHI             | Lancer EvoVI                            | クラシックスポーツ | ☆6                 | ○                                   |
| MITSUBISHI             | 3000GT VR-4                             | クラシックスポーツ | ☆6                 | △                                   |
| MITSUBISHI             | Eclipse GSX                             | クラシックスポーツ | ☆6                 | △                                   |
| MITSUBISHI             | Evolution X                             | スポーツ           | ☆8                 | ○                                   |
| MITSUBISHI             | Pajero Evolution (1997)                 | スポーツ           | ☆8                 | ○                                   |
| MAZDA                  | MX-5（スピードハンター）                | スポーツ           | ☆8                 | ×                                   |
| MAZDA                  | RX-8 Spirit R                           | スポーツ           | ☆8                 | △                                   |
| MAZDA                  | Furai                                   | スーパー           | ☆8                 | △                                   |
| Volkswagen             | Scirocco R                              | ストリート         | ☆5                 | △                                   |
| Volkswagen             | Beetle（スピードハンター）              | スポーツ           | ☆8                 | ×                                   |
| BMW                    | M2 Coupe                                | ストリート         | ☆5                 | ○                                   |
| BMW                    | i4 M50 (G26)                            | ストリート         | ☆5                 | △                                   |
| BMW                    | M3 GTR                                  | クラシックスポーツ | ☆6                 | △                                   |
| BMW                    | M4 Razor仕様                            | スポーツ           | ☆8                 | ×                                   |
| BMW                    | M5                                      | スポーツ           | ☆8                 | ○                                   |
| BMW                    | 3.0 CSL Hommage R                       | スポーツ           | ☆8                 | △                                   |
| BMW                    | Z4 M40i (G29)                           | スポーツ           | ☆8                 | ×                                   |
| BMW                    | M3 (G80)                                | スポーツ           | ☆8                 | △                                   |
| BMW                    | i8                                      | スポーツ           | ☆8                 | △                                   |
| BMW                    | M8 Competition                          | スポーツ           | ☆8                 | △                                   |
| DODGE                  | Challenger Snoop Dogg仕様               | マッスル           | ☆6                 | ×                                   |
| DODGE                  | Charger R/T                             | マッスル           | ☆6                 | ○                                   |
| DODGE                  | Challenger SRT Demon                    | マッスル           | ☆6                 | ○                                   |
| DODGE                  | Demon Revenant仕様                      | マッスル           | ☆6                 | ×                                   |
| DODGE                  | Charger Hellcat                         | マッスル           | ☆6                 | △                                   |
| DODGE                  | Viper SRT10 ACR-X                       | スーパー           | ☆8                 | △                                   |
| Chevrolet              | Camaro SS (1967)                        | マッスル           | ☆6                 | △                                   |
| Chevrolet              | Camaro Z/28                             | マッスル           | ☆6                 | ○                                   |
| Chevrolet              | Corvette Stingray 427 (C2)              | マッスル           | ☆6                 | △                                   |
| Chevrolet              | Corvette Z06 (C7)                       | スポーツ           | ☆8                 | △                                   |
| Chevrolet              | Corvette Stingray (C8)                  | スーパー           | ☆8                 | △                                   |
| Chevrolet              | Corvette Z06 (C8)                       | スーパー           | ☆8                 | △                                   |
| Ford                   | Model 18                                | マッスル           | ☆6                 | ○                                   |
| Ford                   | Falcon XB Coupe                         | マッスル           | ☆6                 | ○                                   |
| Ford                   | Mustang Razor仕様                       | マッスル           | ☆6                 | ×                                   |
| Ford                   | Mustang Hoonicorn仕様                   | マッスル           | ☆6                 | ×                                   |
| Ford                   | Mustang Boss 302                        | マッスル           | ☆6                 | ○                                   |
| SHELBY                 | Daytona                                 | クラシックスポーツ | ☆6                 | △                                   |
| SHELBY                 | GT500                                   | マッスル           | ☆6                 | ○                                   |
| SHELBY                 | GT500 Snoop Dogg仕様                    | マッスル           | ☆6                 | ×                                   |
| Ford                   | SHELBY GT500 (2020)                     | マッスル           | ☆6                 | △                                   |
| Ford                   | Mustang Dark Horse (2024)               | マッスル           | ☆6                 | △                                   |
| Ford                   | Fiesta Ken Block仕様                    | スポーツ           | ☆8                 | ×                                   |
| Ford                   | GT (2006)                               | スーパー           | ☆8                 | ○                                   |
| Ford                   | GT (2017)                               | スーパー           | ☆8                 | △                                   |
| Ford                   | GT Mk2                                  | スーパー           | ☆8                 | △                                   |
| Team Fordzilla         | P1                                      | ハイパー           | ☆8                 | △                                   |
| Honda                  | Civic Type R                            | ストリート         | ☆5                 | ○                                   |
| Honda                  | Integra DC2 Type R                      | ストリート         | ☆5                 | △                                   |
| Honda                  | CR-X SiR                                | ストリート         | ☆5                 | △                                   |
| Honda                  | S2000                                   | クラシックスポーツ | ☆6                 | ○                                   |
| Honda                  | NSX (1991)                              | クラシックスポーツ | ☆6                 | △                                   |
| Honda                  | Civic Type R 2023                       | スポーツ           | ☆8                 | △                                   |
| Honda                  | NSX (2017)                              | スーパー           | ☆8                 | △                                   |
| Acura                  | NSX Type S (2021)                       | スーパー           | ☆8                 | △                                   |
| JAGUAR                 | E-Type Lightweight                      | クラシックスポーツ | ☆6                 | △                                   |
| JAGUAR                 | F-TYPE                                  | スポーツ           | ☆8                 | ○                                   |
| JAGUAR                 | XE SV Project 8                         | スポーツ           | ☆8                 | △                                   |
| JAGUAR                 | XKR-S GT                                | スポーツ           | ☆8                 | △                                   |
| JAGUAR                 | C-X75                                   | ハイパー           | ☆8                 | △                                   |
| JAGUAR                 | XJ220                                   | スーパー           | ☆8                 | △                                   |
| Mercedes               | AMG A45 S 4MATIC+                       | ストリート         | ☆5                 | △                                   |
| Mercedes               | EQS 580 4MATIC                          | ストリート         | ☆5                 | △                                   |
| Mercedes               | 190 E 2.5-16 Evolution II (1990)        | クラシックスポーツ | ☆6                 | △                                   |
| Mercedes               | 190 E 2.5-16 Evolution II (NFS Unbound) | クラシックスポーツ | ☆6                 | ×                                   |
| Mercedes               | AMG GT 旧正月仕様                       | スポーツ           | ☆8                 | ×                                   |
| Mercedes               | C63 S Coupe                             | スポーツ           | ☆8                 | △                                   |
| Mercedes               | SLK 55 AMG                              | スポーツ           | ☆8                 | △                                   |
| Mercedes               | SLR McLaren 722                         | スポーツ           | ☆8                 | △                                   |
| Mercedes               | CLK GTR Super Sport (1998)              | スポーツ           | ☆8                 | △                                   |
| Mercedes               | SLS AMG Black Series                    | スーパー           | ☆8                 | △                                   |
| Mercedes               | AMG GT Black Series                     | スーパー           | ☆8                 | △                                   |
| Lotus                  | Esprit Sport 350                        | クラシックスポーツ | ☆6                 | △                                   |
| Lotus                  | Exige cup 380                           | スポーツ           | ☆8                 | △                                   |
| Lotus                  | Evora GT340                             | スポーツ           | ☆8                 | △                                   |
| Lotus                  | Emira                                   | スポーツ           | ☆8                 | △                                   |
| Lotus                  | Exige S                                 | スポーツ           | ☆8                 | △                                   |
| Lotus                  | Emeya                                   | スポーツ           | ☆8                 | △                                   |
| Lotus                  | Evija                                   | ハイパー           | ☆8                 | △                                   |
| Alfa Romeo             | Giulia quadrifoglio                     | スポーツ           | ☆8                 | △                                   |
| Alfa Romeo             | 8C                                      | スポーツ           | ☆8                 | △                                   |
| Pagani                 | Zonda Cinque                            | ハイパー           | ☆8                 | △                                   |
| Pagani                 | Huayra BC                               | ハイパー           | ☆8                 | △                                   |
| Pagani                 | Huayra R                                | ハイパー           | ☆8                 | △                                   |
| Pagani                 | Huayra Codalunga                        | ハイパー           | ☆8                 | △                                   |
| Pagani                 | Utopia                                  | ハイパー           | ☆8                 | △                                   |
| PORSCHE                | 911 Carrera RSR 1973                    | スポーツ           | ☆8                 | △                                   |
| PORSCHE                | 718 Cayman GT4                          | スポーツ           | ☆8                 | △                                   |
| PORSCHE                | Cayenne Turbo GT                        | スポーツ           | ☆8                 | △                                   |
| PORSCHE                | Panamera Turbo (2017)                   | スポーツ           | ☆8                 | △                                   |
| PORSCHE                | 911 GT3 RS (2023)                       | スポーツ           | ☆8                 | △                                   |
| PORSCHE                | 991 GT3 RS                              | スーパー           | ☆8                 | △                                   |
| PORSCHE                | 991 GT2 RS                              | スーパー           | ☆8                 | △                                   |
| PORSCHE                | 992 Turbo S                             | スーパー           | ☆8                 | △                                   |
| PORSCHE                | 992 GT3                                 | スーパー           | ☆8                 | △                                   |
| PORSCHE                | Carrera GT                              | スーパー           | ☆8                 | △                                   |
| PORSCHE                | Taycan Turbo S                          | スーパー           | ☆8                 | △                                   |
| PORSCHE                | Taycan Turbo GT with Weissach Package   | スーパー           | ☆8                 | △                                   |
| PORSCHE                | 918 Spyder                              | ハイパー           | ☆8                 | △                                   |
| HOT WHEELS             | Time Attaxi                             | スポーツ           | ☆8                 | ×                                   |
| HOT WHEELS             | Gazella GT                              | スーパー           | ☆8                 | ×                                   |
| McLaren                | F1 LM                                   | スーパー           | ☆8                 | △                                   |
| McLaren                | 720S                                    | スーパー           | ☆8                 | △                                   |
| McLaren                | 600LT                                   | スーパー           | ☆8                 | △                                   |
| McLaren                | Artura                                  | スーパー           | ☆8                 | △                                   |
| McLaren                | GT                                      | スーパー           | ☆8                 | △                                   |
| McLaren                | 765LT                                   | スーパー           | ☆8                 | △                                   |
| McLaren                | MP4-12C                                 | スーパー           | ☆8                 | △                                   |
| McLaren                | P1                                      | ハイパー           | ☆8                 | △                                   |
| McLaren                | P1 GTR                                  | ハイパー           | ☆8                 | △                                   |
| McLaren                | Senna                                   | ハイパー           | ☆8                 | △                                   |
| McLaren                | Speedtail                               | ハイパー           | ☆8                 | △                                   |
| McLaren                | Solus GT                                | ハイパー           | ☆8                 | △                                   |
| Lamborghini            | Miura P400SV                            | クラシックスポーツ | ☆6                 | △                                   |
| Lamborghini            | Countach LP5000S Quattrovalvole         | クラシックスポーツ | ☆6                 | △                                   |
| Lamborghini            | Urus                                    | スポーツ           | ☆8                 | △                                   |
| Lamborghini            | Diablo SV                               | スーパー           | ☆8                 | ○                                   |
| Lamborghini            | Murcielago SV                           | スーパー           | ☆8                 | ○                                   |
| Lamborghini            | Reventón                                | スーパー           | ☆8                 | △                                   |
| Lamborghini            | Huracan                                 | ハイパー           | ☆8                 | ○                                   |
| Lamborghini            | Centenario                              | ハイパー           | ☆8                 | △                                   |
| Lamborghini            | Veneno                                  | ハイパー           | ☆8                 | △                                   |
| Lamborghini            | Aventador SV                            | ハイパー           | ☆8                 | △                                   |
| Lamborghini            | Huracan Evo                             | ハイパー           | ☆8                 | △                                   |
| Lamborghini            | Sesto Element                           | ハイパー           | ☆8                 | △                                   |
| Lamborghini            | Essenza SCV12                           | ハイパー           | ☆8                 | ×                                   |
| Lamborghini            | Sian FKP 37                             | ハイパー           | ☆8                 | △                                   |
| Lamborghini            | Countach LPI 800-4                      | ハイパー           | ☆8                 | △                                   |
| Renault Sport          | R.S.01                                  | スーパー           | ☆8                 | △                                   |
| Bentley                | Continental GT                          | スーパー           | ☆8                 | △                                   |
| Ferrari                | F355 Berlinetta                         | クラシックスポーツ | ☆6                 | ×                                   |
| Ferrari                | Testarossa                              | クラシックスポーツ | ☆6                 | ×                                   |
| Ferrari                | 250 GTO                                 | クラシックスポーツ | ☆6                 | ×                                   |
| Ferrari                | Roma                                    | スポーツ           | ☆8                 | ×                                   |
| Ferrari                | Enzo                                    | スーパー           | ☆8                 | ×                                   |
| Ferrari                | 812 SuperFast                           | スーパー           | ☆8                 | ×                                   |
| Ferrari                | 488 Pista                               | スーパー           | ☆8                 | ×                                   |
| Ferrari                | F50                                     | スーパー           | ☆8                 | ×                                   |
| Ferrari                | 296 GTB                                 | スーパー           | ☆8                 | ×                                   |
| Ferrari                | F8 Tributo                              | スーパー           | ☆8                 | ×                                   |
| Ferrari                | 12Cilindri                              | スーパー           | ☆8                 | ×                                   |
| Ferrari                | LaFerrari                               | ハイパー           | ☆8                 | ×                                   |
| Ferrari                | FXX-K Evo                               | ハイパー           | ☆8                 | ×                                   |
| Ferrari                | SF90 Stradale                           | ハイパー           | ☆8                 | ×                                   |
| Koenigsegg             | One:1                                   | ハイパー           | ☆8                 | △                                   |
| Koenigsegg             | Regera                                  | ハイパー           | ☆8                 | △                                   |
| Koenigsegg             | Agera RS                                | ハイパー           | ☆8                 | △                                   |
| Koenigsegg             | Jesko                                   | ハイパー           | ☆8                 | ◯                                   |
| Koenigsegg             | Jesko Absolut                           | ハイパー           | ☆8                 | △                                   |
| Koenigsegg             | Gemera                                  | ハイパー           | ☆8                 | ◯                                   |
| Koenigsegg             | CC850                                   | ハイパー           | ☆8                 | △                                   |
| Hennessey              | Exocist Camaro ZL1                      | マッスル           | ☆6                 | △                                   |
| Hennessey              | Venom GT                                | ハイパー           | ☆8                 | △                                   |
| Hennessey              | Venom F5                                | ハイパー           | ☆8                 | △                                   |
| Bugatti                | EB110 Super Sport                       | スーパー           | ☆8                 | △                                   |
| Bugatti                | Chiron                                  | ハイパー           | ☆8                 | △                                   |
| Bugatti                | La Voiture Noire                        | ハイパー           | ☆8                 | △                                   |
| Bugatti                | Divo                                    | ハイパー           | ☆8                 | △                                   |
| Bugatti                | Veyron Super Sport                      | ハイパー           | ☆8                 | △                                   |
| Bugatti                | Centodieci                              | ハイパー           | ☆8                 | △                                   |
| Bugatti                | Bolide                                  | ハイパー           | ☆8                 | △                                   |
| Polestar               | Polestar 1 (NFS Heat)                   | スーパー           | ☆8                 | ×                                   |
| Aston Martin           | DB5                                     | クラシックスポーツ | ☆6                 | △                                   |
| Aston Martin           | DB11 AMR                                | スーパー           | ☆8                 | △                                   |
| Aston Martin           | One-77                                  | スーパー           | ☆8                 | △                                   |
| Aston Martin           | DBS Superleggera                        | スーパー           | ☆8                 | △                                   |
| Aston Martin           | V12 Vantage S                           | スーパー           | ☆8                 | △                                   |
| Aston Martin           | Vantage (2020)                          | スーパー           | ☆8                 | △                                   |
| Aston Martin           | V12 Vantage (2022)                      | スーパー           | ☆8                 | △                                   |
| Aston Martin           | Valour (2023)                           | スーパー           | ☆8                 | △                                   |
| Aston Martin           | Vulcan                                  | ハイパー           | ☆8                 | △                                   |
| Aston Martin           | Valkyrie                                | ハイパー           | ☆8                 | △                                   |
| Aston Martin           | Valhalla Concept                        | ハイパー           | ☆8                 | △                                   |
| Beck Kustoms           | F132                                    | マッスル           | ☆6                 | △                                   |
| Brabham                | BT62                                    | スーパー           | ☆8                 | △                                   |
| DeLorean               | DMC-12                                  | クラシックスポーツ | ☆6                 | ×                                   |
| DeLorean               | DMC-12 (ザ・ハンドレッズ)               | スポーツ           | ☆8                 | ×                                   |
| DeLorean               | Alpha5                                  | スポーツ           | ☆8                 | △                                   |
| Maserati               | GranTurismo MC Stradale                 | スポーツ           | ☆8                 | △                                   |
| Apollo                 | Intensa Emozione                        | ハイパー           | ☆8                 | △                                   |
| Pontiac                | Firebird (1977)                         | マッスル           | ☆6                 | △                                   |
| Land Rover             | Range Rover Defender 110                | マッスル           | ☆6                 | △                                   |
| Land Rover             | Range Rover Sport SVR No Limits仕様     | スーパー           | ☆8                 | ×                                   |
| Cadillac               | CT5-V Blackwing                         | マッスル           | ☆6                 | △                                   |
| KTM                    | X-Bow GT-XR                             | スーパー           | ☆8                 | △                                   |
| Buick                  | Grand National GNX                      | マッスル           | ☆6                 | △                                   |
| Rimac                  | Nevera                                  | ハイパー           | ☆8                 | △                                   |
| Mercury                | Cougar (1967)                           | マッスル           | ☆6                 | △                                   |
| Automobili Pininfarina | Battista Anniversario (2022)            | ハイパー           | ☆8                 | △                                   |
| Zenvo                  | Aurora Tur                              | ハイパー           | ☆8                 | △                                   |
| Audi                   | S1 e-tron quattro                       | スポーツ           | ☆8                 | △                                   |
| Audi                   | R8 Coupe V10 GT RWD (2023)              | スーパー           | ☆8                 | △                                   |